# Roelofa maricia
Roelofa maricia är en fjärilsart som beskrevs av William Schaus 1928. Roelofa maricia ingår i släktet Roelofa och familjen Mimallonidae. Inga underarter finns listade i Catalogue of Life.